# Ivanivka (Liubașivka), Bârzula
Ivanivka (în ucraineană Іванівка) este un sat în comuna Liubașivka din raionul Bârzula, regiunea Odesa, Ucraina.

## Demografie
Componența lingvistică a localității Ivanivka
     Ucraineană (93,91%)
     Română (4,92%)
     Alte limbi (0,93%)
Conform recensământului din 2001, majoritatea populației localității Ivanivka era vorbitoare de ucraineană (93,91%), existând în minoritate și vorbitori de română (4,92%).